# قائمة أفلام 2007

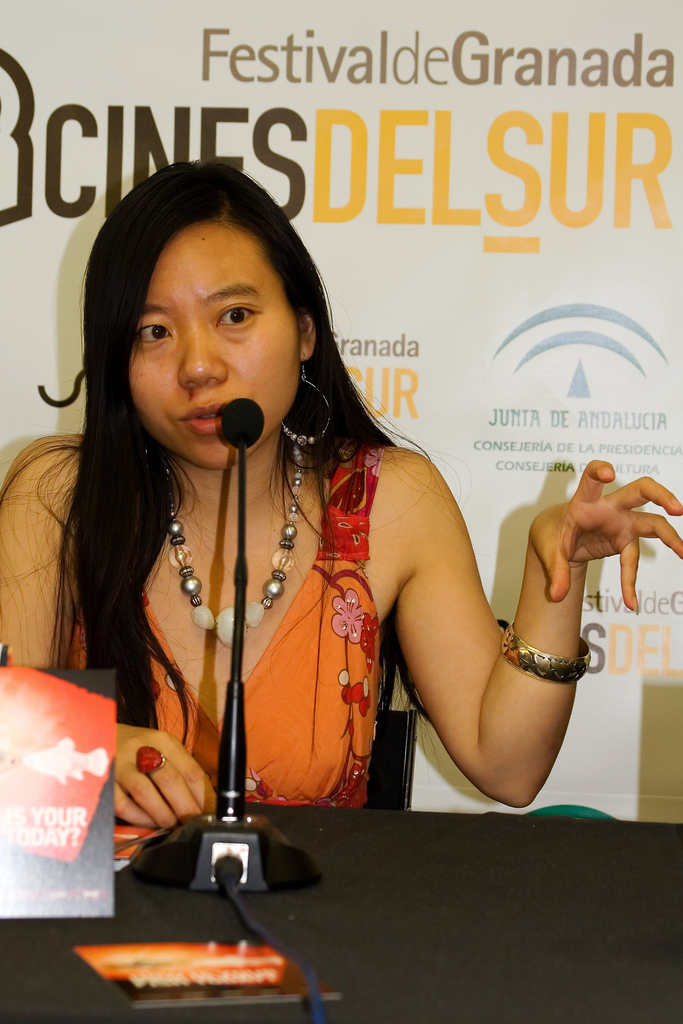
المخرجة الصينية أثناء تقديم فيلمها How Is Your Fish Today

## أعلى عشرة افلام جمعأ للأيرادات في عام 2007
| ترتيب | عنوان                            | استديو                                 | الإيرادات (دولار أمريكي) |
| ----- | -------------------------------- | -------------------------------------- | ------------------------ |
| 1.    | قراصنة الكاريبي: في نهاية العالم | أفلام والت ديزني                       | 963,420,425              |
| 2.    | هاري بوتر وجماعة العنقاء         | وارنر برذرز                            | 939,885,929              |
| 3.    | الرجل العنكبوت 3                 | كولومبيا بيكتشرز                       | 890,871,626              |
| 4.    | شريك الثالث                      | دريم ووركس أنيميشن / باراماونت بيكتشرز | 798,958,162              |
| 5.    | المتحولون                        | دريم ووركس / باراماونت بيكتشرز         | 709,709,780              |
| 6.    | خلطة بيطة بالصلصة                | أفلام والت ديزني / پيكسار              | 623,707,397              |
| 7.    | أنا أسطورة                       | وارنر برذرز                            | 585,349,010              |
| 8.    | أل سيمبسون                       | تونتيث سينتشوري فوكس                   | 527,071,022              |
| 9.    | الكنز الوطني: كتاب الأسرار       | أفلام والت ديزني                       | 457,364,600              |
| 10.   | 300                              | وارنر برذرز / ليجنداري بيكتشرز         | 456,068,181              |

## قائمة الافلام
- 12 (فيلم)
- 1408 (فيلم)
- 30 يوما من الليل
- 300 (فيلم)
- 3:10 إلى يوما (فيلم 2007)
- 4 أشهر، 3 أسابيع ويومان
- 45 يوم (فيلم)
- 88 دقيقة (فيلم)
- تكفير (فيلم)
- آرن- فارس المعبد (فيلم)
- أبناء عيلبون (فيلم)
- أحلام الفتى الطايش (فيلم)
- أحلام حقيقية (فيلم)
- أربعة مذهلون: ظهور المتزلج الفضي
- أسد وأربع قطط (فيلم)
- أسود وحملان (فيلم)
- أشياء فقدناها في الحريق
- أصبحت جين
- أل سيمبسون (فيلم)
- ألوان السما السبعة (فيلم)
- أنا أسطورة (فيلم)
- أنا أعرف من قتلني
- أنا الآن أعلن أنكما تشاك ولاري
- أنا مش معاهم (فيلم)
- أوشن 13
- أوم شانتي أوم (فيلم هندي)
- إجازة السيد بين (فيلم)
- إلى البرية (فيلم)
- إليزابيث: العصر الذهبي
- إنذار بورن
- إيفان الكبير
- إيفانجيليون: 1.0 أنت (غير) وحيد
- اثنين على الرصيف (فيلم)
- استغماية (فيلم)
- اضطراب (فيلم)
- اغتيال جيسي جيمس من قبل الجبان روبرت فورد
- الأرض (فيلم 2007)
- الأولة في الغرام (فيلم)
- البحرية (فيلم)
- البلياتشو (فيلم)
- البوصلة الذهبية (فيلم)
- التلال لها عيون 2
- التوائم (فيلم)
- التوربيني (فيلم)
- الجزيرة (فيلم)
- الحب في زمن الكوليرا (فيلم)
- الحب كدة (فيلم)
- الحياة الوردية
- الخداع والنهاية (فيلم هندي)
- الخنازير البرية (فيلم)
- الداخل (فيلم)
- الدرملي فقري تملي (فيلم)
- الرجل العنكبوت 3 (فيلم)
- الرسل (فيلم)
- الزائر (فيلم)
- السديم (فيلم)
- السيد بروكس
- الشبح (فيلم)
- الشجاعة (فيلم 2007)
- الشقيف (فيلم)
- الشياطين (فيلم)
- الصبي أ (فيلم)
- العدد 23 (فيلم)
- العدو الحميم (فيلم)
- الفصل 27 (فيلم)
- الفطيرة الأمريكية:منزل بيتا
- الفيلق الأخير
- القرية المنسية
- القلب الكبير (فيلم)
- القناص (فيلم)
- الكنز الوطني: كتاب الأسرار
- الماجيك (فيلم)
- المتحولون (فيلم)
- المحقق كونان: علم القراصنة في عرض المحيط
- المدانون (فيلم)
- المزورون
- المضاد للموت
- المغول (فيلم)
- المكسور (فيلم)
- المملكة (فيلم)
- الوظائف الشاغرة (فيلم)
- برازرز سولومون
- برسبوليس (فيلم)
- بعد 28 أسبوع (فيلم)
- بولز أوف فيوري
- بي إس أنا أحبك
- بياولف (فيلم)
- تا را رم بم (فيلم هندي)
- تحت القصف (فيلم)
- تشارلي عض اصبعي
- تشغيل الصحراء (فيلم)
- تعال لنرقص (فيلم هندي)
- تغيير فضفاض (فيلم)
- تمرد هانيبال (فيلم)
- توم وجيري: حكاية كسارة البندق
- تي إم إن تي (فيلم)
- تيلغرام (فيلم)
- تيمور وشفيقة (فيلم)
- جامب إن!
- جريمة أمريكية
- جهاد من أجل الحب
- جوبا (فيلم)
- جورجيا رول
- جونو (فيلم)
- حبلت
- حرب تشارلي ويلسون (فيلم)
- حروب التنين
- حسن طيارة (فيلم)
- حظا سعيدا تشاك
- حلم كاسندرا
- حوش اللي وقع منك (فيلم)
- حين ميسرة (فيلم)
- خارج على القانون (فيلم)
- خطة اللعب (فيلم)
- خلاص (فيلم)
- خلطة بيطة بالصلصة
- خليج نعمة (فيلم)
- خليك في حالك (فيلم)
- خمس نجوم (فيلم)
- دان في الحياة الحقيقية
- ذا غريت ديبيترز
- ذا هانتنج بارتي (فيلم)
- رجل ضائع (فيلم)
- رجل عصابة أمريكي (فيلم)
- رحلت الطفلة رحلت (فيلم)
- الرسام (فيلم)
- رعد العملاق
- ركوب الأمواج (فيلم)
- رهان (فيلم هندي)
- ريزدنت إيفل: إكستنشن
- رينديشن (فيلم)
- زواجي من نفسي
- زودياك (فيلم)
- زيارة الفرقة الموسيقية (فيلم إسرائيلي)
- ساعة الذروة 3 (فيلم)
- سباق (فيلم 2007)
- سبايس جيرلز : أعطيك كل شيء
- ستارغيت: ذي آرك أوف تروث
- سرعة (فيلم هندي)
- سكر بنات
- سن أوف رامباو (فيلم)
- سو 4 (فيلم)
- سوف يكون هناك دم (فيلم)
- سويني تود (فيلم)
- سيء جدا
- سيدني وايت (فيلم)
- سيطرة (فيلم 2007)
- سيغو فانغا (فيلم)
- سيكو (فيلم)
- شارع 18 (فيلم)
- شريك الثالث
- شفرات المجد
- شيكامارا (فيلم)
- صباحو كدب (فيلم)
- ضوء الأحد
- طاطا نام طاطا قام (فيلم)
- طريق الحجز (فيلم)
- طفل من المريخ (فيلم)
- عائلة روبسوس
- عبر الكون
- عجميستا (فيلم)
- عداء الطائرة الورقية
- عصابة الدكتور عمر (فيلم)
- علاقات خاصة (فيلم)
- علي وعلي يدي وعلي ميديش (فيلم)
- عمر وسلمى (فيلم)
- عمليات خاصة (فيلم)
- عندليب الدقي (فيلم)
- عندما التقينا (فيلم هندي)
- عين شمس (فيلم)
- غوست رايدر (فيلم)
- غير المرئي (فيلم)
- فكسل
- في شقة مصر الجديدة (فيلم)
- فيلم النحلة
- قائمة الأفلام المصرية سنة 2007
- قائمة الدلو
- قراصنة الكاريبي: في بحار غريبة
- قراصنة الكاريبي: في نهاية العالم (فيلم)
- قشعريرة البرد (فيلم)
- قناع الغوص والفراشة
- كابتن أبو رائد (فيلم)
- كارتوش ڤولواز (فيلم)
- كتاب حرية
- كده رضا (فيلم)
- كركر (فيلم)
- كسكسي بالبوري (فيلم)
- كشف حساب (فيلم)
- كل ماتريده لولا (فيلم)
- لا بلد للعجائز (فيلم)
- لماذا تزوجت؟
- ليلة سعيدة
- مارغو في العرس (فيلم)
- مال وطني (فيلم)
- مايكل كلايتون
- مثبتات الشعر (فيلم)
- مجانين نص كوم (فيلم)
- مرة (فيلم)
- مرجان أحمد مرجان (فيلم)
- معركة لوس أنجلوس (فيلم)
- معركة من اجل حديثة (فيلم)
- مقابلة بيل
- ملائكة الشيطان (فيلم)
- مهاجر (فيلم)
- موت قاسي 4
- موسيقى و كلمات (فيلم)
- ميجيل وويليام (فيلم)
- نادي جين أوستن للقراءة
- ناروتو شيبودن: الفيلم
- نحن نملك الليل (فيلم)
- نشاط خارق (فيلم)
- نوربت (فيلم 2007)
- هاري بوتر وجماعة العنقاء (فيلم)
- هاي سكول ميوزيكال 2
- هدف 2 (فيلم)
- هو النهاردة ايه (فيلم)
- هوس (فيلم)
- هوستل 2
- هي فوضى؟ (فيلم)
- هيتمان (فيلم 2007)
- وعلى الأرض السماء
- وينغروف (فيلم)
- مسحور
- يومان في باريس (فيلم)